# Liste der Biografien/Weir
Liste der Biografien |
Portal Biografien |
Personensuche
# |
A |
B |
C |
D |
E |
F |
G |
H |
I |
J |
K |
L |
M |
N |
O |
P |
Q |
R |
S |
T |
U |
V |
W |
X |
Y |
Z |
?
 
Wa |
Wc |
Wd |
We |
Wh |
Wi |
Wj |
Wl |
Wn |
Wo |
Wr |
Ws |
Wt |
Wu |
Ww |
Wy |
Wz
 
Wea |
Web |
Wec |
Wed |
Wee |
Wef |
Weg |
Weh |
Wei |
Wej |
Wek |
Wel |
Wem |
Wen |
Weo |
Wep |
Wer |
Wes |
Wet |
Weu |
Wev |
Wew |
Wex |
Wey |
Wez
 
Weia |
Weib |
Weic |
Weid |
Weie |
Weif |
Weig |
Weih |
Weij |
Weik |
Weil |
Weim |
Wein |
Weip |
Weir |
Weis |
Weit |
Weix |
Weiz
Die Liste der Biografien führt alle Personen auf, die in der deutschsprachigen Wikipedia einen Artikel haben. Dieses ist eine Teilliste mit 62 Einträgen von Personen, deren Namen mit den Buchstaben „Weir“ beginnt.

## Weir
- Weir, Alisha (* 2009), irische Kinderdarstellerin
- Weir, Amanda (* 1986), US-amerikanische Schwimmerin
- Weir, Andrew, 1. Baron Inverforth (1865–1955), schottischer Reder und britischer Politiker
- Weir, Andy (* 1972), US-amerikanischer Schriftsteller und SoftwareentwicklerAndy Weir (* 1972)

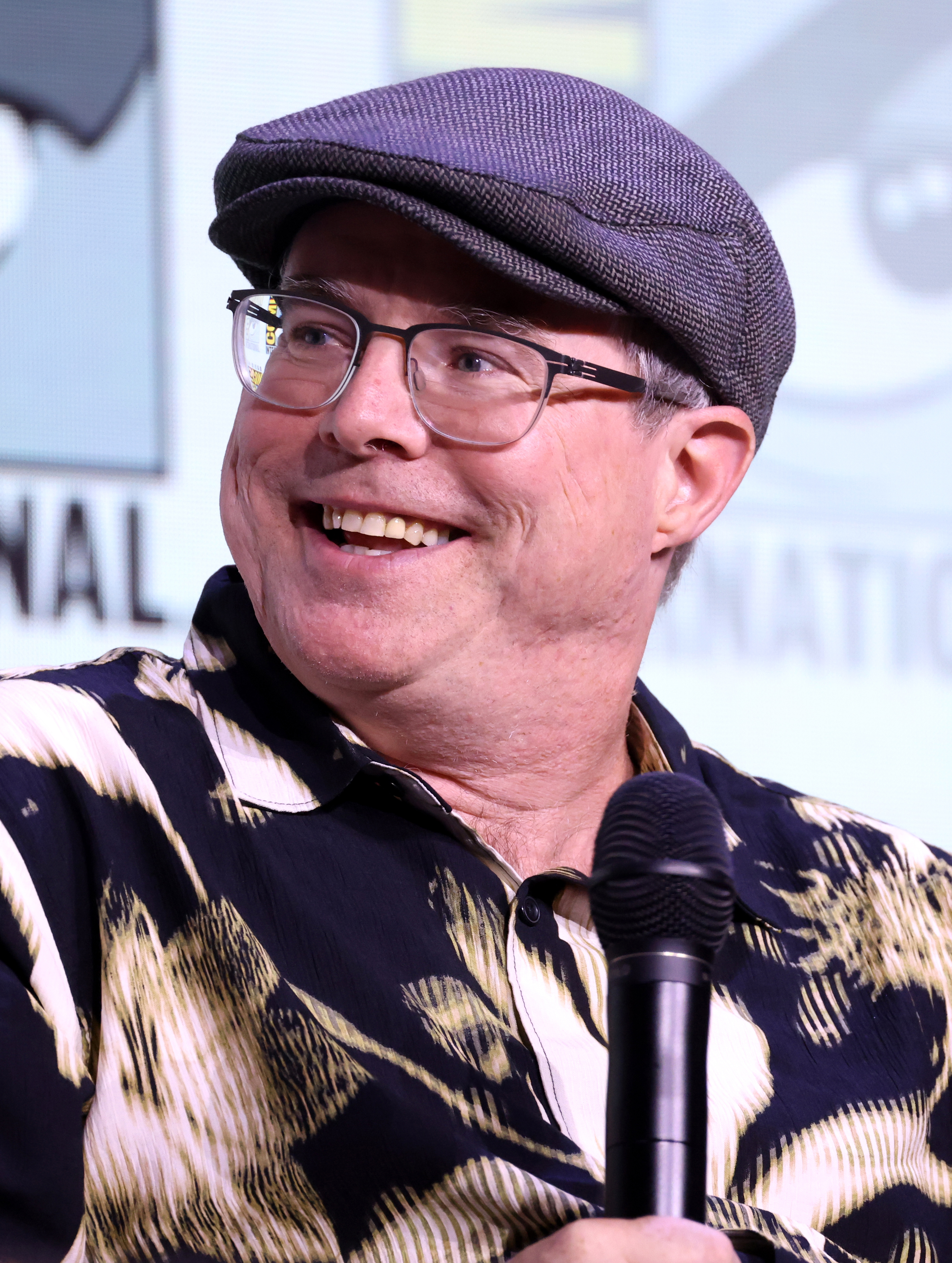
Andy Weir (* 1972)

- Weir, Bill (* 1967), US-amerikanischer TV-Moderator und Autor
- Weir, Bob (* 1947), US-amerikanischer Sänger und Rhythmus-Gitarrist, Gründungsmitglied der Rock-Band Grateful Dead
- Weir, Caroline (* 1995), schottische Fußballspielerin
- Weir, Christina, Autorin von Comics und Fernsehsendungen, Übersetzerin
- Weir, David (1863–1933), englischer Fußballspieler und -trainer
- Weir, David (1944–2012), US-amerikanischer Autorennfahrer
- Weir, David (* 1970), schottischer Fußballspieler und -trainer
- Weir, Gary E. (* 1951), US-amerikanischer Historiker
- Weir, Gillian (* 1941), neuseeländische Organistin und Cembalistin
- Weir, Harrison (1824–1906), britischer Künstler, Schriftsteller, Begründer der Rassekatzenzucht
- Weir, Ike (1867–1908), britischer Boxer und Normalausleger
- Weir, James (1851–1889), schottischer Fußballspieler
- Weir, James (* 1995), australischer Volleyballspieler
- Weir, James (* 1995), englischer Fußballspieler
- Weir, Jane († 1670), schottisches Opfer der Hexenverfolgung
- Weir, Jillian (* 1993), kanadische Hammerwerferin
- Weir, John Ferguson (1841–1926), US-amerikanischer Maler, Bildhauer, Autor und Professor
- Weir, Johnny (* 1984), US-amerikanischer EiskunstläuferJohnny Weir (* 1984)

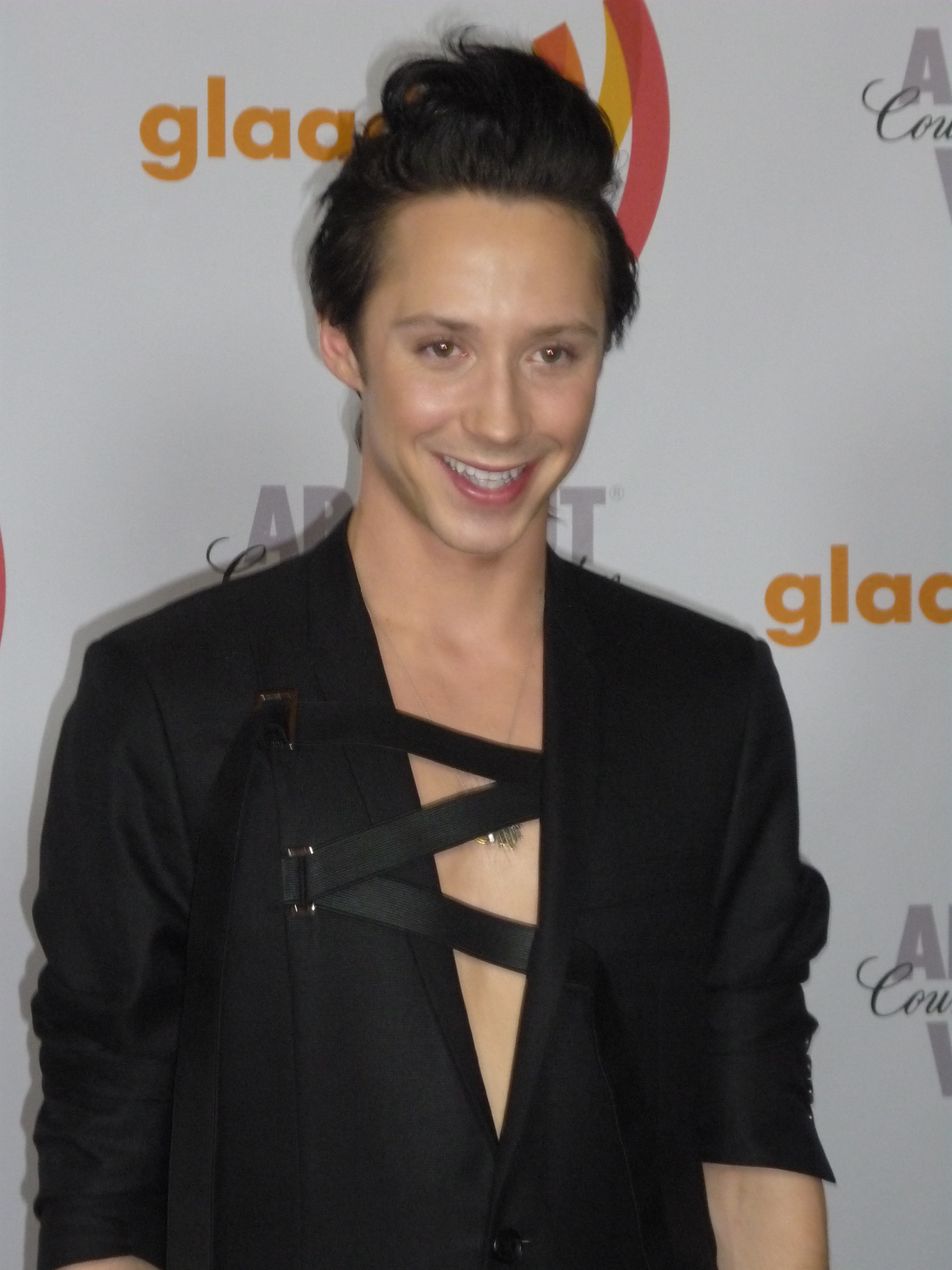
Johnny Weir (* 1984)

- Weir, Judith (* 1954), britische Komponistin
- Weir, Julian Alden (1852–1919), US-amerikanischer Maler des Impressionismus
- Weir, Liz, irische Kinderbuchautorin und Erzählerin
- Weir, Margaret († 2015), australische Akademikerin, Bildungspolitikerin
- Weir, Mike, US-amerikanischer Schiedsrichter im American Football
- Weir, Mike (* 1957), schottischer Politiker (Scottish National Party), Mitglied des House of Commons
- Weir, Mike (* 1970), kanadischer Golfer
- Weir, Natalie (* 1967), australische Balletttänzerin und Choreographin
- Weir, Paul (* 1967), britischer Boxer im Halbfliegen- und Strohgewicht
- Weir, Peter (* 1944), australischer RegisseurPeter Weir (* 1944)

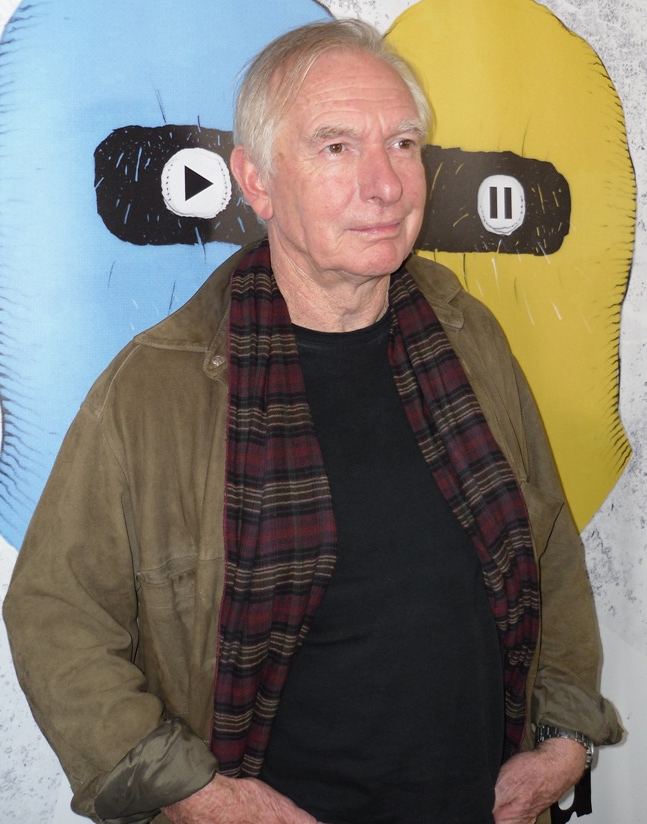
Peter Weir (* 1944)

- Weir, Robert (* 1961), britischer Diskus- und Hammerwerfer
- Weir, Robert Walter (1803–1889), US-amerikanischer Maler und Kunstpädagoge
- Weir, Stan (1921–2001), trotzkistischer Gewerkschaftsführer
- Weir, Stanley Price (1866–1944), australischer Offizier und Beamter
- Weir, Theresa (* 1954), US-amerikanische Autorin
- Weir, Tony (1936–2011), britischer Rechtswissenschaftler und Hochschullehrer
- Weir, Walter (1929–1985), kanadischer Politiker
- Weir, Warren (* 1989), jamaikanischer Leichtathlet
- Weir, Zane (* 1995), italienisch-südafrikanischer Leichtathlet

### Weira
- Weirather, Hans-Joachim (* 1959), deutscher Politiker (Freie Wähler), Landrat des Landkreises Unterallgäu
- Weirather, Harti (* 1958), österreichischer Skirennläufer
- Weirather, Stefan (* 1967), österreichischer Politiker (ÖVP), Landtagsabgeordneter in Tirol
- Weirather, Tina (* 1989), Liechtensteiner Skirennläuferin
- Weirauch, Anna Elisabet (1887–1970), deutsche Schauspielerin und Schriftstellerin
- Weirauch, Boris (* 1977), deutscher Politiker (SPD), MdL
- Weirauch, Christiane (* 1972), deutsche Entomologin und Hochschullehrerin
- Weirauch, Lothar (1908–1983), deutscher Ministerialbeamter
- Weirauch, Peter (1933–2019), deutscher Komponist
- Weirauch, Wilhelm (1876–1945), deutscher Jurist und Generaldirektor der Reichsbahn

### Weire
- Weirer, Wolfgang (* 1963), österreichischer römisch-katholischer Theologe
- Weirether, Johann (1876–1945), deutscher Architekt

### Weiri
- Weirich, August (1858–1921), österreichischer Kirchenmusiker
- Weirich, Dieter (* 1944), deutscher Rundfunkintendant und Politiker (CDU), MdL, MdB
- Weirich, Hans (1909–1942), deutscher Mittelalterhistoriker
- Weirich, Harald (1942–2000), deutscher Librettist
- Weirich, Karel (1906–1981), tschechischer Journalist und Korrespondent
- Weirich, Robert (* 1950), US-amerikanischer Pianist und Komponist
- Weirich, Susanne (* 1962), deutsche Künstlerin
- Weirich, Wilhelm (1879–1954), deutscher evangelischer Theologe

### Weiro
- Weirotter, Franz Edmund (1733–1771), österreichischer Landschaftsmaler und Radierer